# Winterthur-Schleife

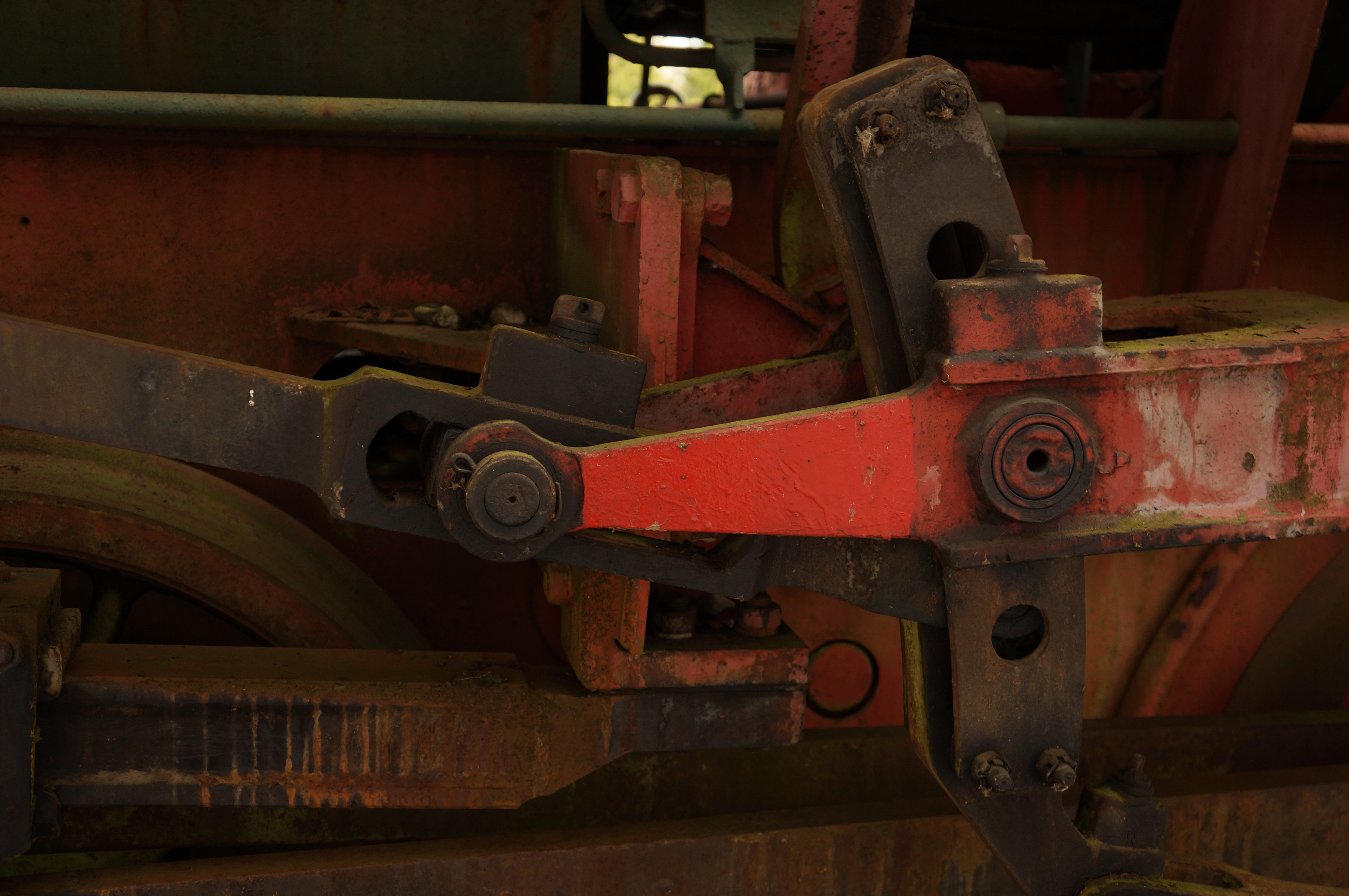
Winterthur-Schleife an einer Dampfspeicherlok Typ „Meiningen“

Die Winterthur-Schleife, auch Winterthur-Steuerung genannt, ist ein Teil der außenliegenden Heusinger-Steuerung einer Dampflokomotive. Von der Schweizerischen Lokomotiv- und Maschinenfabrik Winterthur zum ersten Mal ausgeführt, stellt sie eine Abart der Kuhnschen Schleife dar und funktioniert ähnlich.

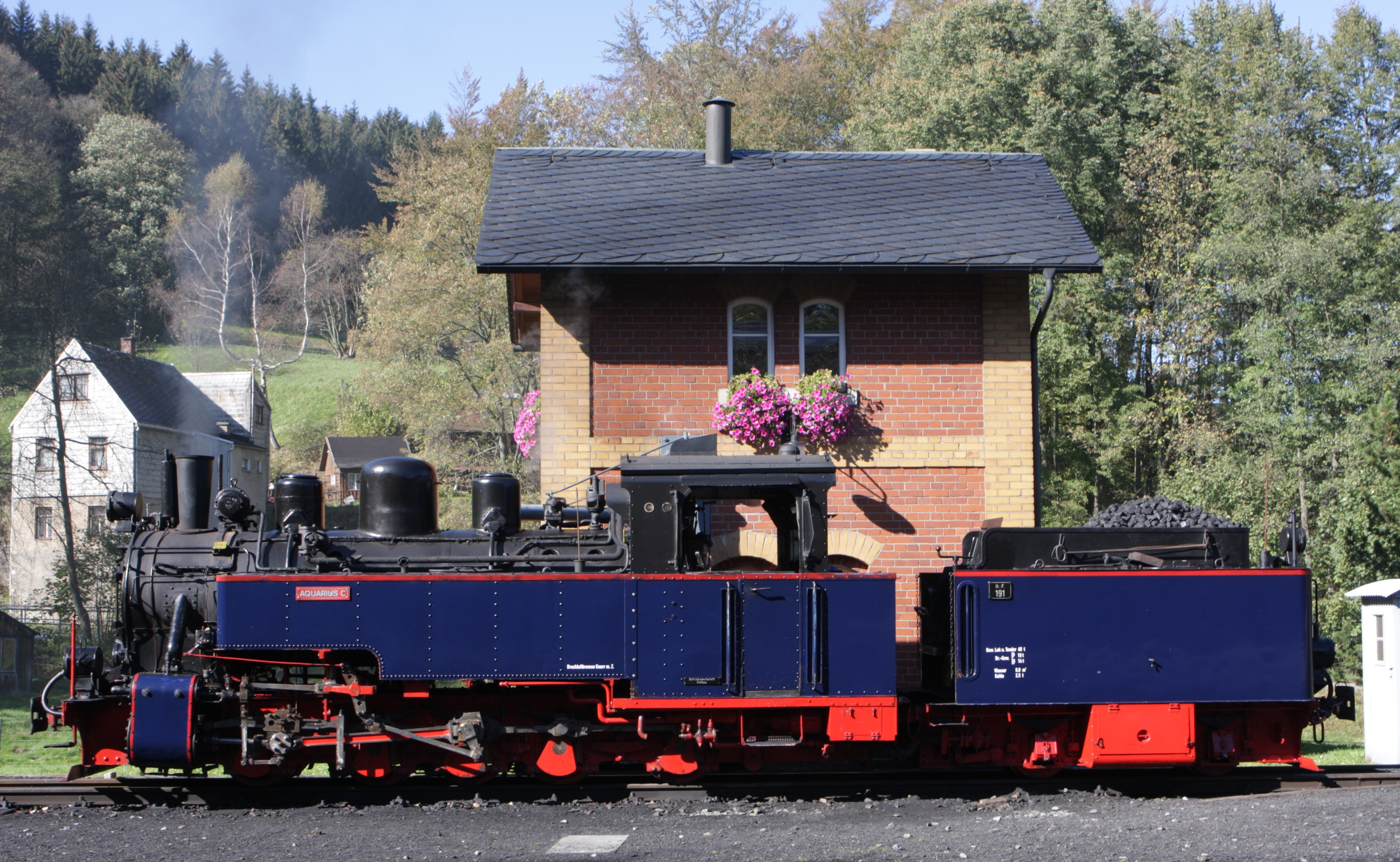
Die Lok „Aquarius C“ hat eine Winterthur-Schleife.

## Funktionsweise und Unterschied zur Kuhnschen Schleife
Die Steuerungen mit Kuhnschen Schleifen bringen oft Platzprobleme mit sich, denn hinter der Schwinge befinden sich die Schleife und die Steuerwelle mit dem Aufwerfhebel. Bei der Verwendung einer Winterthur-Schleife kommt es nicht zu derartigen Problemen, denn Schleife, Steuerwelle und Aufwerfhebel nehmen denselben Platz ein, den bei einer Kuhnschen Schleife alleine die Schieberschubstange einnimmt. Die Winterthur-Schleife liegt nämlich vor der Schwinge, und der Aufwerfhebel ist drehbar am Mittelpunkt der Schwinge angebracht und verfügt hinter der Schleife über ein Gewicht. Der Schleifstein liegt, befestigt am Aufwerfhebel, vor der Schwinge in der Schleife. Hinter der Schleife führt die Schieberschubstange in die Schwinge.